# Antonio Raíllo
Antonio José Raíllo Arenas (Córdoba, 8 de octubre de 1991) es un futbolista profesional español que juega como defensa en el Real Club Deportivo Mallorca de la Primera División de España.

## Trayectoria
Formado en el C. D. Pozoblanco, formó parte de los filiales del Real Betis y Córdoba C. F. En 2013 fichó por el filial del R. C. D. Espanyol.
En julio de 2015 firmó en los despachos de Cornellà por tres temporadas, hasta el 30 de junio de 2018, junto al presidente, Joan Collet.
En verano de 2015, tras militar dos temporadas en el filial del Espanyol, dio el salto a Primera. Disputó un total de cuatro encuentros de Liga y dos de Copa del Rey.
En enero de 2016 fue cedido a la S. D. Ponferradina.
En verano de 2016 abandonó el Espanyol tras el acuerdo alcanzado por el club barcelonés y el R. C. D. Mallorca por su traspaso. Se vinculó a la entidad balear hasta junio de 2019.

## Clubes
| Club                    | País   | Años          |
| ----------------------- | ------ | ------------- |
| C. D. Pozoblanco        | España | 2010-2011     |
| Real Betis Balompié "B" | España | 2011-2012     |
| Córdoba C. F. "B"       | España | 2012-2013     |
| R. C. D. Espanyol "B"   | España | 2013-2015     |
| R. C. D. Espanyol       | España | 2015-2016     |
| S. D. Ponferradina      | España | 2016          |
| R. C. D. Mallorca       | España | 2016-presente |